# Йерта, Ханс
Ханс Йерта (швед. Hans Järta, 11 февраля 1774 — 6 апреля 1847) — шведский политик, чиновник, историк, научный писатель. В молодости придерживался радикальных либеральных взглядов, затем перешёл на позиции умеренного консерватизма.

## Биография
Родился в семье дворянина, имевщего звание генерал-лейтенанта, был младшим ребёнком в семье; уже в 1777 году, согласно дворянским традициям того времени, был зачислен в Даларнский полк в звании сержанта, а спустя два года был повышен до фенрика. Однако спустя несколько лет после рождения Ханса его отец умер, оставив семью в нужде. По просьбе матери приёмным отцом Ханса стал друг семьи Йохан Бек-Фрийс, занимавший пост мэра города Фалун. В 1783 году он поступил в гимназию этого города, в 1787 году, не закончив среднего образования, — в Уппсальский университет, где изучал богословие, филологию и историю; в 1791 году получил учёную степень.
Ещё в студенческие годы писал анонимные антиправительственные памфлеты; в 1792 году был среди участников маскарада, на котором произошло убийство короля Густава III, в связи с чем привлекался следствием к допросам в качестве свидетеля. На протяжении 1790-х годов служил секретарём сначала в Министерстве иностранных дел, затем в Министерстве юстиции и в Апелляционном суде Свеаланда. В 1800 году был избран в парламент от Норрчёпинга, став одним из лидеров оппозиции и выступая за отмену особого налога bevillningstid, традиция взимания которого в случае дефицита бюджета уходила корнями в XIV век; после отказа правительства от отмены налога официально отказался от дворянского титула, тогда же взяв фамилию Йерта; с 1808 года присоединился к группе заговорщиков, планировавших свержение короля Густава IV, и принял активное участие в государственном перевороте 1809 года. После переворота участвовал в написании новой конституции, будучи секретарём комиссии по её разработке, и некоторое время занимал пост министра торговли и финансов, но в 1811 году из-за разногласий по поводу войны с Англией покинул правительство.
С 1812 по 1822 год был губернатором лена Даларна, периодические занимая неоплачиваемые должности члена различных государственных комиссий. В 1819 году был избран членом Шведской академии, в 1823—1824 годах, будучи к тому времени консерватором, писал для журнала «Odalmannen» сатирические статьи, высмеивающие либерализм. С 1825 года жил в Уппсале, где содержал литературный салон и занимался историческими и правоведческими исследованиями. В 1828 году был избран членом Шведской королевской академии наук. В 1836 году получил наследство от умершего брата, в 1837 году переехал в Стокгольм и занял неоплачиваемую должность национального архивариуса, которую формально занимал до конца жизни, хотя последние семь лет тяжело болел. Проделал большую работу по каталогизации национальных архивов; в 1840 году вернулся в Уппсалу, некоторое время работал в городском архиве, но затем отошёл от архивной работы по состоянию здоровья. В последние годы жизни написал биографии Карла XII и Густава Кронхельма, записанные под диктовку его секретарём. Похоронен на старом кладбище Уппсалы.
Как историк-правовед разделял взгляды немецкой исторической школы; в 1814 году ввёл в оборот философский термин «organisk stat» (органическое состояние). Наиболее известные работы: «Om Sveriges lärowerk» (Стокгольм, 1832); «Försok att framställa Svenska lagfarenhetens utbildning». В 1882—1883 годах были опубликованы его «Valda skrifter».